# Eduard Bernoulli

Eduard Bernoulli

Eduard Bernoulli (* 6. November 1867 in Basel; † 18. April 1927 ebenda) war ein Schweizer Musikwissenschaftler aus der Gelehrtenfamilie Bernoulli.

## Leben
Bernoulli studierte an der Universität Leipzig Musikwissenschaft und beendete sein Studium 1898 erfolgreich mit einer Promotion. Später ging er als Privatdozent an die Universität Zürich und habilitierte sich dort 1910. Er nahm einen Ruf der Universität Leipzig  an und war dort bis 1921 als Professor für Musikwissenschaft tätig.
Bernoullis fruchtbare Zusammenarbeit mit seinem Lehrer Georg Holz und seinem Kollegen Franz Saran fand ihren Höhepunkt 1901, als sie die Jenaer Liederhandschrift veröffentlichen konnten. Bernoulli war hierbei maßgeblich an der Übertragung in eine moderne Notenschrift beteiligt.
Im Alter von 59 Jahren starb Bernoulli am 18. April 1927 in Basel.

## Werke
- Die Choralnotenschrift bei Hymnen und Sequenzen im späteren Mittelalter (= Dissertation Leipzig 1896). Leipzig 1898. Reprint: Olms, Hildesheim 1966
- Aus Liederbüchern der Humanisten. (= Habil.-Schrift Zürich 1908) Leipzig 1910. Reprint: Sändig, Walluf 1973
- Alte volkstümliche Musikinstrumente in deutschschweizerischen, besonders in baslerischen Darstellungen. (Digitalisat)
- Editionen
- Jenaer Liederhandschrift. 2 Bde. Leipzig 1901. Reprint. Olms, Hildesheim 1966
- Michael Praetorius, Syntagma musicum III [mit Vorwort und Kommentar]. Leipzig 1916